# Adalberto Giazotto
Adalberto Giazotto (1er février 1940 - 16 novembre 2017) était un physicien italien. Il est principalement connu pour son rôle central dans la conception du détecteur d'ondes gravitationnelles Virgo.

## Biographie
Né à Gênes en 1940 du musicologue Remo Giazotto, il passe le début de son enfance à Cogne, avant de déménager près de Voghera en 1946. Il passe ensuite par Milan, puis Rome en 1950. Il y fréquente un lycée scientifique, où il développe une passion pour la radio. Il étudie ensuite la physique à l'Université La Sapienza de Rome. En 1978, alors qu'il travaille au CERN sur l'étude du quark charmé, il est diagnostiqué d'un rachischisis, une malformation de la colonne vertébrale qui lui cause une douleur chronique. Il traverse alors une crise existentielle et se replonge dans la relativité générale, et décide de repartir de zéro pour travailler sur les ondes gravitationnelles.
Il s'implique donc sur ce sujet dans les années qui suivent, s'intéressant particulièrement aux projets interférométriques. Il participe notamment à l'expérience IRAS, une première expérience destinée à établir la viabilité d'un interféromètre dont les miroirs sont suspendus via un pendule. Un peu plus tard, il réalise avec Hans Kautzky une démonstration de la possibilité d'utiliser plusieurs pendules en séries pour atteindre l'atténuation suffisante pour isoler les miroirs du bruit sismique et ainsi espérer détecter les ondes gravitationnelles. En 1985, il rencontre Alain Brillet à Rome et formule avec lui le projet Virgo. Le projet, novateur dans le fait qu'il vise les basses fréquences, attire l'attention d'autres chercheurs en France et en Italie, et est présenté pour la première fois en 1987. Il est validé quelques années plus tard par le CNRS et l'INFN, et achève sa construction en 2003.
Il a remporté le prix Tomassoni (en), une médaille Matteucci et a partagé le prix Enrico Fermi (Italie) (en) avec Barry Barish en 2016.
Il est décédé à 77 ans en novembre 2017, quelques mois après que Virgo ait effectué sa première détection.